# T. Rex (banda)
T. Rex foi uma banda de rock inglesa, formada em 1967 pelo cantor, compositor e guitarrista Marc Bolan. A banda foi inicialmente chamada de Tyrannosaurus Rex, e lançou quatro álbuns sob este nome – três de folk psicodélico e um de folk rock. Em 1969, enquanto desenvolvia o estilo para o quarto álbum, Bolan começou a mudar o estilo da banda para o electric rock, e encurtou seu nome para T. Rex no ano seguinte. Esse desenvolvimento culminou em 1970 com a música "Ride A White Swan", e o grupo logo se tornou pioneiro do movimento glam rock.
De 1970 a 1973, T. Rex encontrou uma popularidade no Reino Unido comparável à dos Beatles, com uma série de onze singles no top dez do Reino Unido. Eles marcaram quatro hits número um no Reino Unido, "Hot Love", "Get It On", "Telegram Sam" e "Metal Guru". O álbum de 1971 da banda, Electric Warrior, foi aclamado pela crítica como um dos álbuns pioneiros do glam rock: alcançou o número 1 no Reino Unido. O álbum seguinte de 1972, The Slider, entrou no top 20 nos Estados Unidos. Reforçando seu estilo com a soul music, funk e gospel, a banda lançou Tanx em 1973 que alcançou o top 5 em vários países. A partir de 1974, o apelo do T. Rex começou a diminuir, embora a banda continuasse lançando um álbum por ano. Eles misturaram rock com influências de R&B e, ocasionalmente, incorporaram elementos de discoteca em suas músicas, em lançamentos subsequentes antes de retornarem a um som despojado.
Em 1977, o fundador, compositor e único membro constante Bolan morreu em um acidente de carro vários meses após o lançamento do último álbum de estúdio do grupo, Dandy In The Underworld, e o grupo se desfez. T. Rex continuou a influenciar uma variedade de artistas subsequentes. A banda foi introduzida ao Rock and Roll Hall of Fame em 2020.

## História

### 1967–1970: Formação e folk psicodélico
Marc Bolan fundou o Tyrannosaurus Rex em julho de 1967, após alguns singles fracassados e uma breve carreira como guitarrista da banda de rock psicodélico John's Children. Depois de uma performance desastrosa como uma banda de electric rock em 22 de julho no Electric Garden em Covent Garden em Londres ao lado do baterista Steve Porter e mais dois músicos: o guitarrista Ben Cartland e um baixista desconhecido, o grupo imediatamente se separou. Posteriormente, Bolan manteve o nome da banda e sua parceria com Porter, que mudou para percussão sob o nome de Steve Peregrin Took, e os dois começaram a tocar como uma dupla com um repertório de canções de influência folk de Bolan. Inspirado por uma performance influente de Ravi Shankar que Bolan tinha visto durante uma turnê na Alemanha Ocidental com a John's Children, a banda adotou uma forma de palco semelhante à performance da música tradicional indiana.
A combinação do violão de Bolan e o estilo vocal distinto com os bongôs de Took e algumas percussões variadas – que muitas vezes incluiam instrumentos infantis como o xilofone – lhes rendeu seguidores dedicados na próspera cena hippie underground. O DJ da BBC Radio 1 John Peel promoveu a banda no início de sua carreira de gravação. Peel mais tarde apareceria em gravação com eles, lendo histórias escritas por Bolan. Outro colaborador importante foi o produtor Tony Visconti, que passou a produzir os álbuns da banda em sua segunda fase. Seu álbum de estreia My People Were Fair And Had Sky In Their Hair... permaneceu na parada de álbuns do Reino Unido por nove semanas e chegou ao número 15. Seu segundo álbum Prophets, Seers & Sages foi lançado alguns meses depois.
Durante 1968 e 1969, Tyrannosaurus Rex tornou-se um sucesso modesto no rádio e na venda de discos. Seu terceiro single "Pewter Suitor", lançado em janeiro de 1969, falhou nas paradas, mas seu terceiro álbum, Unicorn, chegou perto dos 10 melhores álbuns do Reino Unido. Enquanto o material solo inicial de Bolan era a música pop influenciada pelo rock and roll, agora ele estava escrevendo músicas dramáticas e barrocas com melodias exuberantes e letras surreais cheias de mitologia grega e persa, bem como criações poéticas de sua autoria. A banda tornou-se regular nas chamadas "Peel Sessions" da rádio BBC, e excursionou pelos salões da união estudantil da Grã-Bretanha.
Seu quarto single "King Of The "Rumbling Spires", lançado em julho, foi uma mudança musical em comparação com o material anterior: eles usaram uma banda completa, com uma bateria e um som mais "elétrico". No entanto, em meados de 1969, havia uma quebra se desenvolvendo entre as duas metades do Tyrannosaurus Rex. Bolan e sua namorada June Child estavam vivendo uma vida tranquila, Bolan trabalhando em seu livro de poesia intitulado The Warlock of Love e concentrando-se em suas músicas e habilidades de performance. Took, no entanto, abraçou totalmente um hábito anti-comercial e de consumo de drogas na cena underground do Reino Unido centrada em Ladbroke Grove. Took também foi atraído por elementos anárquicos como Mick Farren, Deviants, membros do Pink Fairies Rock 'n' Roll e Drinking Club. Took também começou a escrever suas próprias canções, e queria que a dupla as executasse, mas Bolan desaprovou fortemente os esforços de seu colega de banda, rejeitando-o para o suposto quarto álbum da dupla, em produção na primavera de 1969. Em resposta à rejeição de Bolan, Took contribuiu com duas músicas, bem como vocais e percussão para o álbum Think Pink do cantor e baterista Twink.
Nos bastidores, o relacionamento de Bolan com Took terminou após essa disputa, embora eles estivessem contratualmente obrigados a fazer uma turnê pelos Estados Unidos que estava condenada antes de começar. Mal promovido e planejado, a dupla acústica foi ofuscada pelo inédito "som elétrico" com os quais foram cobrados. Para combater isso, Took se inspirou no estilo shock rock de Iggy Pop; Took explicou: "Eu tirei minha camisa na Sunset Strip onde estávamos tocando e me chicoteei até todo mundo calar a boca. Com um cinto, você sabe, um pouco de sangue e toda Los Angeles se cala. 'O que está acontecendo cara? Tem um maluco se atacando no palco.' Quero dizer, Iggy [Pop] Stooge tinha a mesma abordagem básica."
Assim que Bolan retornou ao Reino Unido em setembro, ele substituiu Took pelo percussionista Mickey Finn. e eles completaram o quarto álbum lançado no início de 1970, A Beard Of Stars, o último álbum sob o apelido de Tyrannosaurus Rex. Esta formação encabeçou o primeiro Festival de Glastonbury em 1970. Além de títulos cada vez mais curtos, os álbuns do Tyrannosaurus Rex começaram a mostrar valores de produção mais altos, composições mais acessíveis de Bolan e experimentação com guitarras elétricas e um verdadeiro som de rock.

### 1970–1972: Glam rock e sucesso comercial
Bolan encurtou o nome da banda para T. Rex. O novo som era mais pop, e o primeiro single, "Ride A White Swan", gravado em julho e lançado em outubro de 1970, chegou ao Top 10 no Reino Unido no final de novembro e logo alcançaria o número 2. Os preços de ingressos foram reduzidas para atrair um público mais jovem. O primeiro álbum homônimo do T. Rex, também gravado naquele verão, foi lançado em dezembro e continuou a mudança para as guitarras.
"Ride A White Swan" foi rapidamente seguido por um segundo single, "Hot Love", que alcançou o primeiro lugar nas paradas do Reino Unido, e permaneceu lá por seis semanas Entre esses dois lançamentos, Bolan recrutou o baixista Steve Currie e depois o baterista Bill Legend para formar uma banda completa para gravar e fazer turnês para o público crescente. Depois de adicionar dois pontos de glitter sob os olhos antes de uma aparição no Top of the Pops na qual Bolan usava calças de cetim brilhantes e uma jaqueta brilhante no lugar de suas roupas hippies anteriores, logo seguida por outra aparição no show em que ele usava um terno de marinheiro de cetim prateado, as performances que se seguiram seriam muitas vezes vistas com o nascimento do glam rock.
Após as exibições de Bolan, o glam rock ganharia popularidade no Reino Unido e na Europa durante 1971 e 1972. A conclusão da mudança do T. Rex coincidiu com o estilo lírico e a imagem mais abertamente sexual de Bolan. Já tendo começado a subir no palco para tocar músicas mais elétricas, Bolan também incorporou mais carisma físico, como andares empertigados, danças e poses, em seus shows. A nova imagem e som do grupo rapidamente atraíram um novo público para desespero dos primeiros fãs da banda. Parte do conteúdo lírico de Tyrannosaurus Rex permaneceu, mas as letras poéticas e surrealistas foram agora intercaladas com grooves sensuais, gemidos orgásticos e insinuações.
Em setembro de 1971, T. Rex lançou Electric Warrior, que apresentava Currie e Legend. Muitas vezes considerado seu melhor álbum, trouxe muito sucesso comercial ao grupo; o publicitário BP Fallon cunhou o termo "T. Rextasy" como um paralelo à Beatlemania para descrever a popularidade do grupo. O álbum inclui a música mais conhecida de T. Rex, "Get It On", que atingiu o número um no Reino Unido. Em janeiro de 1972, tornou-se um hit Top 10 nos Estados Unidos, onde a música foi renomeada como "Bang a Gong (Get It On)". O álbum ainda lembrava as raízes acústicas de Bolan com baladas como "Cosmic Dancer" e "Girl". Logo depois, Bolan deixou a Fly Records; após o término de seu contrato, a gravadora lançou a faixa do álbum "Jeepster" como single sem sua permissão. Bolan foi para a EMI, onde ganhou seu próprio selo no Reino Unido, o "T. Rex Wax Co."
A banda lançou os singles "Telegram Sam" e "Metal Guru", respectivamente, em janeiro e maio de 1972, e ambos se tornaram hits Top 1 no Reino Unido. Em maio, o antigo selo de Bolan, Fly, lançou o álbum de compilação Bolan Boogie, uma coletânea de canções, singles e lados B que afetaram as vendas do próximo álbum da banda. Quando foi lançado em julho, The Slider chegou ao número quatro no Reino Unido, e se tornou seu álbum de maior sucesso na América do Norte, entrando no top 20 da Billboard 200. A banda então lançou dois outros singles "Children Of The Revolution" e "Solid Gold Easy Action", que alcançaram o número 2 no Reino Unido. Em dezembro, o filme de Bolan, Born to Boogie, foi lançado nos cinemas. O filme conta com dois shows do T. Rex no Empire Pool em Wembley, que foram filmados por Ringo Starr e sua equipe no início do ano.

### 1973–1977: Transição, declínio e ressurgimento

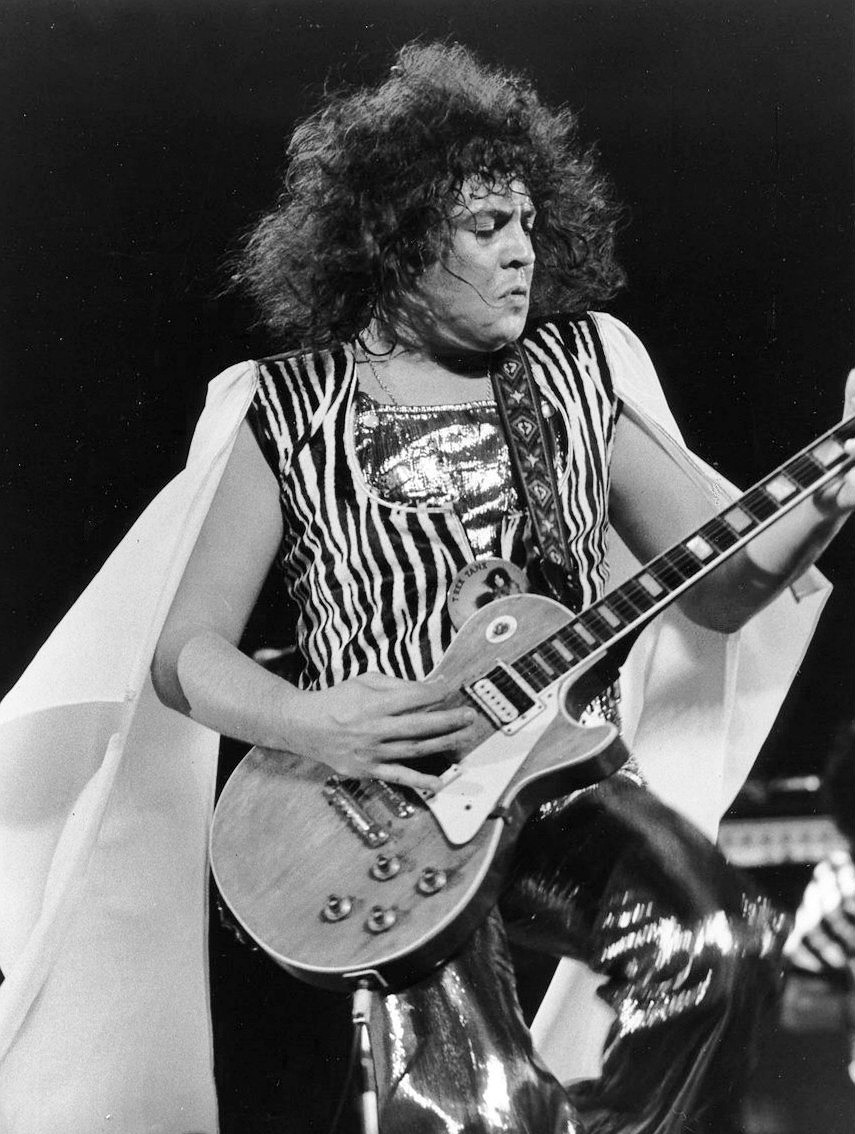
Bolan se apresentando no In Concert da ABC, 1973

Tanx foi um sucesso comercial, alcançando o número 3 na parada de álbuns alemães, número 4 no Reino Unido,e número 5 na Noruega. Um álbum eclético contendo várias baladas melancólicas e rica produção, Tanx apresentou o som do T. Rex reforçado por enfeites instrumentais extras como o mellotron e o saxofone. "The Street And Babe Shadow" foi a mais funky, enquanto a última música "Left Hand Luke And The Beggar Boys" foi vista pelos críticos como um aceno ao gospel com vários vocais femininos. Lançado em março de 1973, o single "20th Century Boy" foi outro sucesso importante, chegando ao número 3 na parada de singles do Reino Unido, porém não sendo incluída no álbum. "The Groover" marcou o fim da era de ouro em que T. Rex marcava 11 singles consecutivos no top 10 do Reino Unido.
Zinc Alloy And The Hidden Riders Of Tomorrow foi lançado em fevereiro de 1974 e alcançou o número 12 no Reino Unido. Musicalmente, a banda se aventurou no blue-eyed soul e misturou rock com influências do funk e R&B. Nos Estados Unidos, a Warner largou a banda sem mesmo antes lançar o álbum. Bill Legend parou de trabalhar com Bolan naquela época. T. Rex tinha uma formação que incluía o segundo guitarrista Jack Green e B. J. Cole no pedal steel. Logo após o lançamento do álbum, Bolan se separou de Visconti e, em dezembro de 1974, Finn também deixou a banda. Um single, "Zip Gun Boogie", apareceu no final de 1974 creditado como um trabalho solo de Marc Bolan (embora ainda no selo do T. Rex).
Bolan's Zip Gun se viu o grupo a desenvolver ainda mais o soul e o funk dos discos anteriores. A maior parte do material já havia sido lançada no ano anterior no mercado norte-americano como Light Of Love. Foi produzido por Bolan que, além de escrever as músicas, deu à sua música um brilho mais futurista. As próprias produções de Bolan não foram bem recebidas na imprensa musical. No entanto, a revista Rolling Stone deu uma crítica positiva. Durante esse período, Bolan ficou cada vez mais isolado, enquanto as altas taxas de impostos no Reino Unido o levaram a um exílio em Monte Carlo. Não mais vegetariano, Bolan engordou devido ao consumo de hambúrgueres e álcool, e era constantemente ridicularizado pela imprensa musical.
Futuristic Dragon apresentava um estilo de produção inconsistente que variava de músicas mais voltadas ao dream pop e também ao estilo disco. Ele só conseguiu chegar ao número 50, mas o álbum foi melhor recebido pela crítica, contou com os singles "New York City" e "Dreamy Lady". Para promover o álbum, a banda excursionou pelo Reino Unido e se apresentou em programas de televisão como o Top of the Pops
No verão de 1976, T. Rex lançou mais dois singles, "I Love To Boogie" e "Laser Love". No início de 1977, Dandy In The Underworld foi lançado com aclamação da crítica. Bolan havia emagrecido e recuperado sua "aparência de elfo", as músicas também tinham um som despojado. Uma turnê de primavera no Reino Unido com a banda de punk The Damned recebeu críticas positivas. Como Bolan estava desfrutando de uma nova onda de popularidade, ele falou sobre se apresentar novamente com Finn e Took, além de se reunir com Visconti.

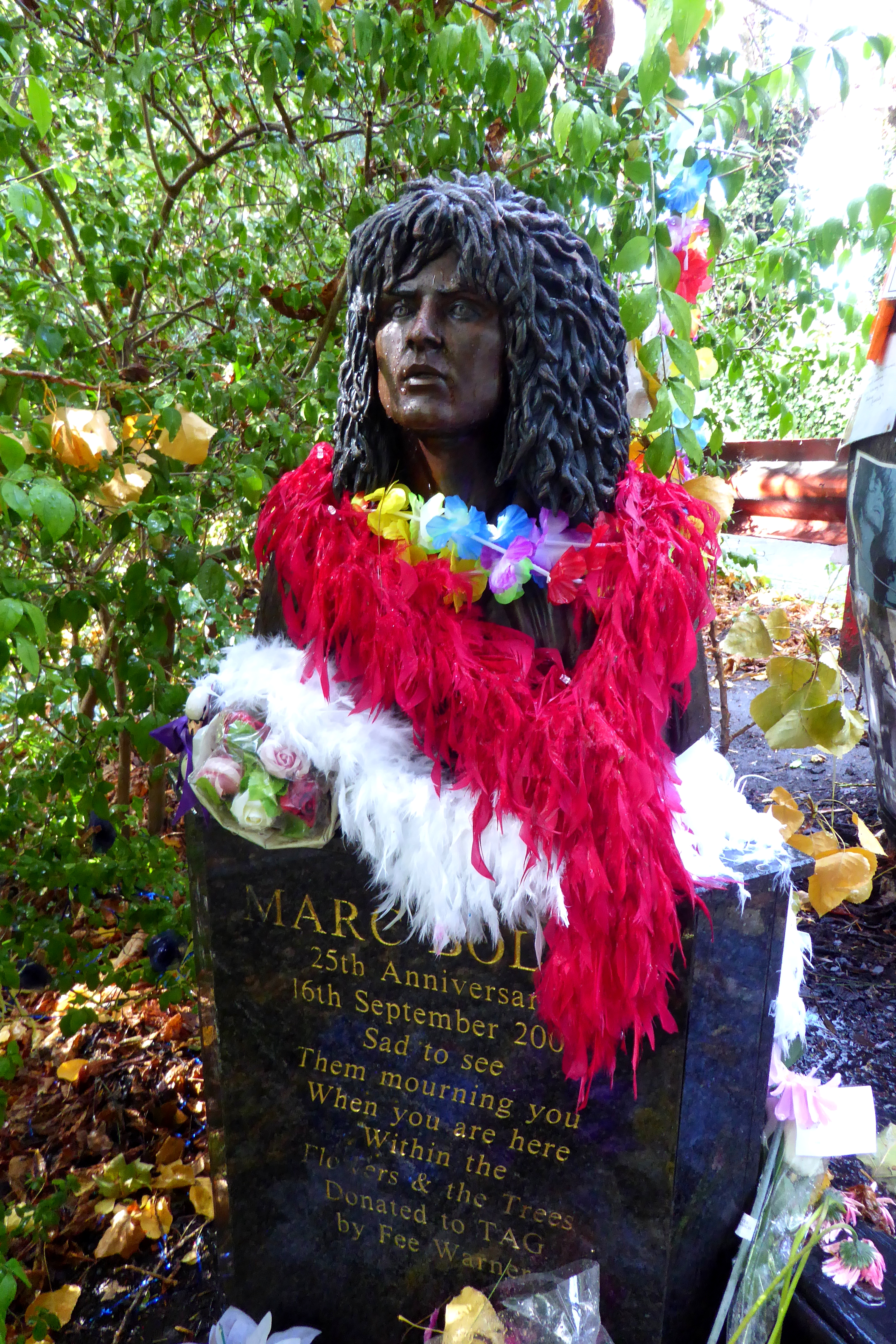
Busto de Marc Bolan no Bolan Rock Shrine, em Barnes

### 1977: A morte de Bolan e dissolução
Marc Bolan e sua namorada Gloria Jones passaram a noite de 15 de setembro de 1977 bebendo no bar Speakeasy e depois jantando no Morton's Club em Berkeley Square, Mayfair, no centro de Londres. Enquanto dirigia para casa no início da manhã de 16 de setembro, Jones bateu o Mini 1275 GT de Bolan em uma árvore, depois de não conseguir atravessar por uma pequena ponte perto do Gipsy Lane em Queens Ride, Barnes, a poucos quilômetros de sua casa em East Sheen. Jones ficou gravemente ferida, Bolan foi morto no acidente, duas semanas antes de seu aniversário de 30 anos.
Como Bolan tinha sido o único membro e compositor do T. Rex, sua morte acabou com a banda.

## Influência e legado
T. Rex influenciou amplamente vários gêneros ao longo de várias décadas, incluindo glam rock, punk, pós-punk, indie pop, britpop e rock alternativo. Eles foram citados por artistas como New York Dolls, Boy George, Ramones, Kate Bush, Siouxsie and the Banshees, Joy Division, R.E.M., The Smiths, The Pixies e Tricky.
T. Rex são referenciados em várias canções populares, incluindo "All the Young Dudes" de David Bowie, "Do You Remember Rock 'n' Roll Radio?" dos Ramones, "Ex-Fan Des Sixties" de Serge Gainsbourg, "You Better You Bet" do Who, "The Wake-Up Bomb" do R.E.M. e "Vampire Money" do My Chemical Romance. Algumas músicas de T. Rex aparecem nas trilhas sonoras de vários filmes, incluindo Velvet Goldmine, Billy Elliot, Dallas Buyers Club e Baby Driver.

## Discografia
Como Tyrannosaurus Rex
- 1968: My People Were Fair And Had Sky In Their Hair... But Now They're Content To Wear Stars On Their Brows
- 1968: Prophets, Seers & Sages: The Angels Of The Ages
- 1969: Unicorn
- 1970: A Beard Of Stars

Como T. Rex
- 1970: T. Rex

- 1971: Electric Warrior
- 1972: The Slider
- 1973: Tanx
- 1974: Zinc Alloy And The Hidden Riders Of Tomorrow
- 1975: Bolan's Zip Gun
- 1976: Futuristic Dragon

- 1977: Dandy In The Underworld